# Língua lusitana

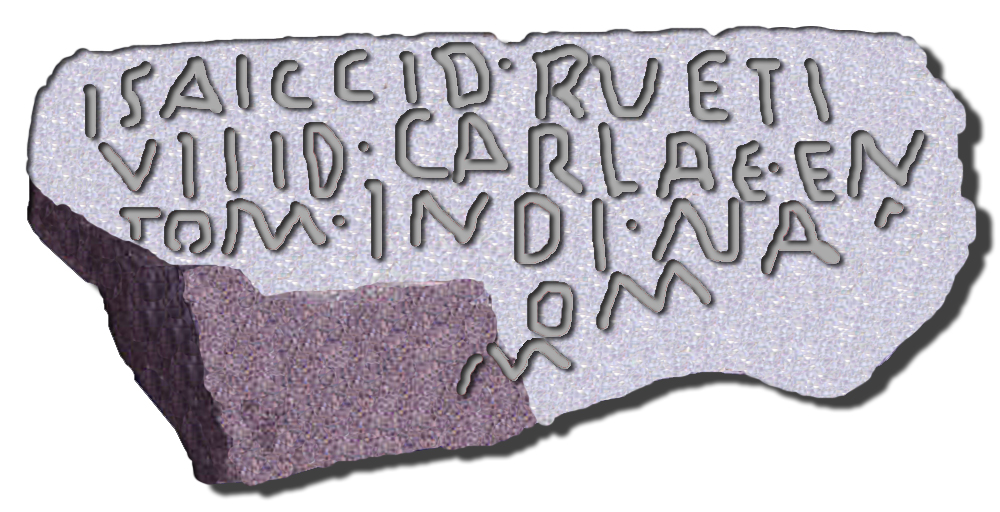
Inscrição na língua Lusitana

A língua lusitana é uma língua extinta indo-europeia conhecida por cerca de seis inscrições e inúmeros topónimos e teónimos. A língua era falada na Lusitânia histórica, ou seja, no território habitado pelos povos lusitanos que se estendiam entre o rio Douro e o Tejo.

## História
Plínio, na sua obra História Natural, regista que os celtici estabelecidos na Baetica, procediam da Lusitania, manifesto pela mesma língua, religião e nomes das suas cidades. Antes, Tito Lívio havia mencionado que as línguas faladas na Ibéria eram mutuamente inteligíveis entre os seus habitantes.
Com a invasão romana, o latim foi, gradualmente, substituindo e misturando-se com o lusitano de sul para norte. Contudo, ainda no século X, foi possível identificar vestígios do idioma no extremo noroeste peninsular.

## Classificação e línguas relacionadas
O lusitano era, provavelmente, uma língua indo-europeia com características próprias, diferente das línguas do centro da península Ibérica. Seria mais arcaica que a língua celtibérica.

### Teoria Celta
A filiação do lusitano continua em debate, havendo quem defenda que se trata duma língua celta. Essa teoria baseia-se no facto histórico de que os únicos povos indo-europeus de que se tem notícia na península são os celtas. No entanto, maior peso teve a óbvia celticidade da maior parte do léxico, sobre todos os antropónimos e topónimos.
Existe um problema substancial nesta teoria: a conservação inicial do /p/, como se vê em PORCOM. As línguas celtas tinham perdido esse /p/ inicial ao longo da sua evolução: compare-se com athir / orc (gaélico Irlandês) e pater / porcum (latim) significando "pai" e "porco", respetivamente. A presença deste /p/ poderia explicar-se pelo facto de ser uma língua celta muito remota, logo anterior à perda do /p/ inicial.

### Teoria não-Celta, provavelmente Itálica
Uma segunda teoria, defendida por Francisco Villar e Rosa Pedrero, relaciona o lusitano com as antigas línguas itálicas. A teoria baseia-se no paralelismo de nomes de deuses (Consus latim / Cossue lusitano, Seia latim / Segia lusitano, Iovia marrucina-umbria / Iovea(i) lusitano) e outro léxico (gomia umbro / comaiam lusitano) juntamente com alguns outros elementos gramaticais.

### Teoria Galaico-lusitana
Ulrich Schmoll propôs por seu turno, um ramo próprio a que chamou galego-lusitano (ou galaico-lusitano).
A descoberta da inscrição de Arronches em 2009 fortaleceu a tese da presença do *p ser oriunda de latinização. Nessa inscrição, de Arronches, há o teónimo Broeneiae, que alguns, logo no início da descoberta, julgaram, equivocadamente, como um novo teónimo. Buá Carballo, no entanto, chamou a atenção para o facto da ocorrência de dois outros teónimos: Proeneiaeco e Proinei[a], sendo ambos variações do teónimo Broeneiae. Deduzindo assim ser o *pr latinização de um *br. Antes, em 1997, Buá já expunha as variações Lapoena vs Laboena; Lacipaea vs Lacibaea, como evidência da variação do *p > *b intervocálico.

### Teoria do Indo-europeu
Um projeto financiado pelo Conselho de Pesquisa em Ciências Sociais e Humanas do Canadá, dirigido pelo professor Leonard A. Curchin de Estudos Clássicos da Universidade de Waterloo, concluiu que os topónimos da província Lusitana do Império Romano são constituídos pelas línguas: Pré-indo-europeu (2%), Indo-Europeu (33,5%), Celta (30%), Ibero (2%), Latim (18%) e 15,5% de topónimos com classificação desconhecida.
Witczak e Mallory propõem que as tribos proto-lusitanas chegaram antes de todas as invasões celtas. Representavam a chamada Cultura do Vaso Campaniforme, que remonta a cerca de 2600 a.C. Os achados arqueológicos desta cultura são recorrentes na Europa Ocidental, abrangendo desde a atual Irlanda até à Hungria, Dinamarca e Sicília. Esta visão posiciona tribos protolusitanas originárias da região dos Países Baixos e da Renânia com semelhanças lexicais e fonológicas partilhadas entre a onomástica encontrada na Gallia Belgica,
(que era habitada pelos belgas, uma nação linguística indo-europeia localizada zwischen Germanen und Kelten) e na dos lusitanos.
Luján (2019) segue uma linha de pensamento semelhante, mas situa a origem do lusitano ainda mais anterior; defendendo que a evidência mostra que o lusitano deve ter divergido dos outros dialectos indo-europeus ocidentais antes da formação do núcleo do que evoluiria então para as famílias linguísticas itálica e celta. Isto indica que o lusitano é tão antigo que antecede tanto os grupos linguísticos celtas como itálicos.
O contacto com as migrações celtas subsequentes na Península Ibérica levou provavelmente à assimilação linguística dos elementos celtas que se encontram na língua.Todas são escritas no alfabeto latino e a maioria é bilingue, exibindo alternância de códigos entre o latim e o lusitano. Existem também muitos nomes de divindades em inscrições latinas. O capítulo resume a fonologia, a morfologia e a sintaxe lusitanas, embora não estejam atestadas categorias inteiras. 
O debate académico sobre a classificação do lusitano tem-se centrado em saber se deve ser considerado uma língua celta. O capítulo analisa as principais questões, como o destino do */p/ indo-europeu ou o resultado de oclusivas aspiradas sonoras, que viria a evoluir para as famílias celta e itálica, já haviam sido constituídos. Um apêndice fornece o texto de inscrições lusitanas existentes e inscrições latinas representativas exibindo nomes de divindades lusitanas e/ou os seus epítetos.

## Descrição linguística
Para José Vallejo, trata-se duma língua indo-europeia do tipo centum, com separação de 5 (cinco) graus vocálicos, semelhante ao celta, itálico e grego. O lusitano aceita grupos consonânticos, sílabas travadas e consoantes geminadas.
Evolução da série sonora aspirada proto-indoeuropeia (*bh, *dh, *gh, *gwh > b, d, g, gw).
O resto das séries mantém: as surdas como surdas (*p, *t, *k, *kw > p, t, k, kw), em porcom, veaminicori, doenti e as sonoras como sonoras (*b, *d, *g, *gw > b, d, g, gw) en Treb-, doenti, deibabor.
Tendência da desinência -oi (com assimilação em -oe / -ui) em dativo singular observado em teónimos.
Queda do -g- intervocálico: Matuenus < Matugenus, Meduenus < Medugenus. O contexto da -u- parece favorecer essa queda.
Evolução do b aspirado em b: (*bh > b), presente nos antropônimos: Abrunus (< *abhro-), Boudenna, Boudelus (< *bhoudhi-), Albicus, Albonius (< *albh-), Ambatus (< *m̥bhi) e talvez Balaesus (< *bhel-?).
Alguns autores, como Prósper, Garcia Alonso, De Bernardo, propõem a evolução bh > f, o que choca com a já apresentada bh > b, afim de explicar os casos, ainda que poucos, de termos que apresentam f como: ifadem / ifate, que adviria de *yebh- /*eibh- e dessa forma atribuir uma suposta origem itálica à língua lusitana. Além de ifadem e ifate, há fiduenearum, sefio e findeneaicis. Todos transmitidos em língua latina. García Alonso (2011) propôs interpretar foneticamente esse f, quando em contacto com /i/, como já propunha Búa em 2000, atribuindo a existência de f como uma grafia de fricativa sonora labiodental, procedente de *w o *β, (*ibh > β).
Evolução do protofonema *gw para b, (*gw > b) tal como Bouana ou Bouecius (< *gwow- 'boi, vaca').
Evolução das soantes silábicas *m̥ > am e *n̥ > an como em Andercus, Bandue, Candeberonio, Quangeio, Tanginus.
Conservação do -eu- ao invés de 'ou' como em: Leurius, Breu(i)us, Leucinicus o Treuoatus e nas inscrições teucaecom e teucom; também na teonímia: Reue. Já Higino Martinez aponta a ocorrência do ditongo -eu- como latinização do -ou-.
Manutenção do ditongo -ei-, tal como observado em deibabor, deibobor da inscrição de Viseu, e deibabo de Águas Frias.
A perda do -w- intervocálico, defendida por alguns autores, não encontra eco na antroponímia nem na teonímia, havendo como única exceção (perda do -w- intervocálico) a palavra 'oila' (owila > oila). Regra geral, o que se observa é a manutenção do -w- intervocálico e mesmo uma tendência de reforço consonantal, como são fartos os casos: Douiterus > Dobiterus; Nauiae > Nabiae; Endouellico > Enobolico. A perda em 'oila' parece relacionar-se em um contexto particular -ow- favorecendo a assimilação por -o- (-ow- > -o-).

## Reconstrução fonológica

### Consoantes
As mudanças fonológicas das consoantes do PIE para o Lusitano podem ser resumidas como segue. (Um asterisco [*] antes de uma letra ou palavra designa que o fonema ou lexema não é atestado e sim hipotético, uma forma reconstruída).
| PIE     | Lusitano                          | Exemplo                                                  |
| ------- | --------------------------------- | -------------------------------------------------------- |
| *p      | *φ                                | *ph₂tēr > *φatīr 'pai'                                   |
| *t      | *t                                | *treyes > *trīs 'três'                                   |
| *k, ḱ   | *k                                | *kan- > *kan- 'cantar' *ḱm̥tom > *kantom 'cem'            |
| *kʷ     | *kʷ                               | *kʷetwr̥ > *kʷetwar 'quatro'                              |
| *b      | *b                                | *dʰub-no- > *dubno- 'profundo'                           |
| *d      | *d                                | *derk- > *derk- 'ver'                                    |
| *g, ǵ   | *g                                | *gli- > *gli- 'colar' *ǵenu- > *genu- 'mandíbula'        |
|         | *-g- (queda do -g- intervocálico) | matugenus > matuenus                                     |
| *gʷ     | *b                                | *gʷen- > *ben- 'mulher'                                  |
| *bʰ     | *b                                | *bʰer- > *ber- 'carregar'                                |
| *dʰ     | *d                                | *dʰeh₁- > *dī- 'sucção'                                  |
| *gʰ, ǵʰ | *g                                | *gʰabʰ- > *gab- 'entrada' *ǵʰelH-ro- > *galaro- 'doença' |
| *gʷʰ    | *gʷ                               | *gʷʰn̥- > *gʷan- 'matar, ferir'                           |
| *s      | *s                                | *seno- > *seno- 'velho'                                  |
| *m      | *m                                | *meh₂tēr > *mātīr 'mãe'                                  |
| *n      | *n                                | *nepōt- > *neφūt- 'sobrinho'                             |
| *l      | *l                                | *ligʰ- > *lig- 'lamber'                                  |
| *r      | *r                                | *rēǵ-s > *rīgs 'rei'                                     |
| *y      | *y                                | *yuwn̥ko- > *yuwanko- 'jovem'                             |
| *w      | *w                                | *wlati- > *wlati- 'domínio, governo'                     |

### Vogais
O sistema vocálico lusitano é muito parecido àquele reconstruído para o proto-indo-europeu por Antoine Meillet. As diferenças incluem a incidência do celta *ī no lugar do PIE *ē (por exemplo, o gaulês rix e o irlandês rí, 'rei'; comparado ao latim rēx) e *ā em vez de *ō.
| PIE                                         | Lusitano                                                    | Exemplo                                                |
| ------------------------------------------- | ----------------------------------------------------------- | ------------------------------------------------------ |
| *a, h₂e                                     | *a                                                          | *h₂ebon- > *abon- 'rio'                                |
| *ā, *eh₂                                    | *ā                                                          | *bʰreh₂tēr > *brātīr 'irmão'                           |
| *e, h₁e                                     | *e                                                          | *seno- > *seno- 'velho'                                |
| *"ə" (qualquer H laríngeo entre consoantes) | *a                                                          | *ph₂tēr > *ɸatīr 'pai'                                 |
| *ē, eh₁                                     | *ī                                                          | *wērh₁o- > *wīro- 'verdade'                            |
| *o, Ho, h₃e                                 | *o                                                          | *rotos > *rotos 'roda'                                 |
| *ō, eh₃                                     | na sílaba final, *ō                                         | *nepōt- > *neɸōt- 'sobrinho'                           |
| *ō, eh₃                                     | em qualquer outro lugar, *ō                                 | *deh₃no- > *dōno- 'presente'                           |
| *i                                          | *i                                                          | *gʷitu- > *bitu- 'mundo'                               |
| *ī, iH                                      | *ī                                                          | *rīmeh₂ > *rīmā 'número'                               |
| *ai, h₂ei, eh₂i                             | *ai                                                         | *kaikos > *kaikos 'cego' *seh₂itlo- > *saitlo- 'idade' |
| *(h₁)ei, ēi, eh₁i                           | *ei                                                         | *deiwos > *deiwos 'deus'                               |
| *oi, ōi, h₃ei, eh₃i                         | *oi                                                         | *oinos > *oinos 'um'                                   |
| *u                                          | antes de wa, o                                              | *yuwn̥kos > *yowankos 'jovem'                           |
| *u                                          | em qualquer outro lugar, *u                                 | *srutos > *srutos 'correnteza'                         |
| *ū, uH                                      | *ū                                                          | *ruHneh₂ > *rūnā 'mistério'                            |
| *au, h₂eu, eh₂u                             | *au                                                         | *tausos > *tausos 'silêncio'                           |
| *(h₁)eu, ēu, eh₁u; *ou, ōu, h₃eu, eh₃u      | *eu *ou                                                     | *teuteh₂ > *teutā 'povo' *gʷōu- > *bou-                |
| *l̥                                          | antes de pontos, *ul                                        | *pl̥th₂nos > *ɸultanos 'longe'                          |
| *l̥                                          | antes de outras consoantes, *ul                             | *kl̥yākos > *kulyākos 'galo'                            |
| *r̥                                          | antes de pontos, *ri                                        | *bʰr̥ti- > *briti- 'ação de comportamento; mente'       |
| *r̥                                          | antes de outras consoantes, *ar                             | *mr̥wos > *marwos 'os mortos'                           |
| *m̥                                          | *am                                                         | *dm̥-na- > *damna- 'dominar, submeter, subjugar'        |
| *n̥                                          | *an                                                         | *dn̥t- > *dant- 'dente'                                 |
| *l̥H                                         | antes de oclusivas, *ul                                     | *wl̥Hti- > *wulti- 'nobreza'                            |
| *l̥H                                         | antes de sonoras, *ul                                       | *pl̥Hmeh₂ > *ɸulmā 'mão'                                |
| *r̥H                                         | antes de oclusivas, *ra                                     | *mr̥Htom > *mratom 'traição'                            |
| *r̥H                                         | antes de sonoras, *rā                                       | *ǵr̥Hnom > **grānom 'grão'                              |
| *m̥H                                         | *am/mā (presumivelmente com a mesma distribuição acima)     | (?)                                                    |
| *n̥H                                         | *an or *nā (presumivelmente com a mesma distribuição acima) | provavelmente *gn̥h₃to- > *gnato- 'inteligente'         |

A vogal *ə é o chamado "xevá indo-germânico", agora interpretada como uma vogal laringeal entre duas consoantes.

## Distribuição geográfica
Foram encontradas inscrições em Arroyo de la Luz (em Cáceres), Cabeço das Fráguas (na Guarda), Lamas de Moledo (Castro Daire) e em Arronches (Portalegre). E, tendo em conta a informação dada pelos diferentes teónimos, antropónimos e topónimos, a extensão corresponde ao nordeste de Portugal moderno e zonas adjacentes de Espanha, com centro na Serra da Estrela.
Em 2009, foi descoberta uma ara votiva em Viseu (Beira Alta).
Existem suspeitas fundamentadas de que a zona dos povos galaicos (Norte de Portugal e Galiza), ástures e, quiçá, os vetões, ou seja, todo o noroeste peninsular, falariam línguas aparentadas com o lusitano.

## Escrita

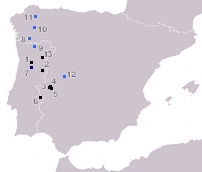
Distribuição das Inscrições com desinências flexivas: 1. Lamas de
Moledo; 2. Cabeço de Fráguas; 3. Arroyo de La Luz (I); 4. Arroyo de La Luz (II); 5. Arroyo de La Luz(III); 6. Arronches; 7. Viseu; 8. Stª Maria de Ribeira; 9. Águas Frias; 10. Linharan; 11. Lugo; 12. Arroyomolinos de La Vera; 13. Freixo de Numão (Guarda).

Existem 3 (três) inscrições rupestres propriamente, a de Lamas de Moledo, Cabeço das Fráguas e a de Arronches, bem como outros 3 (três) fragmentos litográficos, achados em Arroyo de La Luz (I, II e III), o I e o II estão desaparecidos, embora haja seu registo, e há ainda o achado recente de uma ara votiva em Viseu. Todas foram talhadas em caracteres latinos e inscritas em datas posteriores ao século I d.C. No corpo do texto dessas inscrições verificam-se fórmulas e vocábulos latinos estando, por assim dizer, "latinizadas".
Deve-se registar uma inscrição rupestre de Freixo de Numão (Guarda), desaparecida, que, pela sua difícil interpretação (se latina ou lusitana) e pela impossibilidade de uma melhor verificação, por sua condição de desaparecida, é pouco mencionada.
1. Lamas de Moledo; 2. Cabeço das Fráguas; 3. Arroyo de la Luz (I); 4. Arroyo de la Luz (II); 5. Arroyo de la Luz (III); 6. Arronches; 7. Viseu; 8. Santa Maria de Ribeira; 9. Águas Frias; 10. Liñarán; 11. Lugo; 12. Arroyomolinos de La Vera; 13. Freixo de Numão (Guarda).
| Lamas de Moledo: | Cabeço das Fráguas: | Arroyo de la Luz (I y II): | Arroyo de la Luz (III):                                        |
| RUFUS ET TIRO SCRIP SERUNT VEAMINICORI DOENTI ANGOM LAMATICOM CROUCEAO MACA REAICOI PETRANOI R(?) ADOM PORCOM IOUEAS(?) CAELOBRICOI | OILAM TREBOPALA - Ovelhas para Trebopala INDO PORCOM LAEBO - E porcos para Laebo COMAIAM ICCONA LOIM - Comida para o ícone luminoso INNA OILAM USSEAM - Uma ovelha de um ano, TREBARUNE INDI TAUROM - para Trebarune e touros IFADEM REUE... - Ifadem para Reve | AMBATVS SCRIPSI CARLAE PRAISOM SECIAS ERBA MVITIE AS ARIMO PRAESO NDO SINGEIETO INI AVA INDI VEA VN INDI VEDAGA ROM TEVCAECOM INDI NVRIM INDI VDEVEC RVRSENCO AMPILVA INDI LOEMINA INDI ENV PETANIM INDI AR IMOM SINTAMO M INDI TEVCOM SINTAMO | ISACCID·RVETI · PVPPID·CARLAE·EN ETOM·INDI·NA.[ ....CE·IOM· M· |
| Arronches: | Viseu: | Santa Maria de Ribeira: | Águas Frias:                                                   |
| ++++++++AM OILAM ERBAM[….] HARASE OILA X BROEANEAE H[….] OILA X REVE AHARACVI T AV [….] IFATE X BANDI HARACVI AVV[….] MVNITIE CARLA CANTABIDONE A M[…] [++++?] APINVS VENDICVS ERIADAINV[.] OVGVRANI ICCINVI PANDITI ATTEDIA M TR PVMPI CANTI AILATIO | DEIBABOR IGO DEIBOBOR VISSAIEIGO BOR ALBINVS CHAEREAE F V S L M | CROUGIAI TOUDA DIGOE RUFONIA SEUER [i] | DEIBABO NEMUCEL AICABO FUSCINUS F [ilius] U L A S              |
| Linharan: | Lugo: | Arroyomolinos de La Vera: | Freixo de Numão (Guarda)                                       |
| LUGUBO ARQUENOB(o) C(aius) IULIUS HISPANUS | LVCVBV ARQUIEN [obu] SILONIVS SI LO EX VOTO | ARABO COROBE LICOBO TALUSICO BO M T B D M L A. | IVNO(NI?) VEAMVAEARVUM TARBO+V+MAN CNVNARVM SACRVM CIRI CVR    |